# Эвлалон
Э́влалон (греч. Εύλαλον ή Εύλαλο) — деревня в Греции. Расположена на высоте 7 метров над уровнем моря, на левом берегу реки Нестос (Места), в 18 километрах к юго-западу от Ксанти, в 161 километре к северо-востоку от Салоник и в 346 километрах к северо-востоку от Афин. Административный центр общины (дима) Топирос в периферийной единице Ксанти в периферии Восточной Македонии и Фракии. Население 922 жителя по переписи 2011 года. Жители преимущественно заняты в сельском хозяйстве.
В 10 километрах к северу от деревни проходит автострада 2 «Эгнатия», часть европейского маршрута E90.

## Сообщество Эвлалон
В общинное сообщество Эвлалон входят восемь населённых пунктов. Население 4985 жителей по переписи 2011 года. Площадь 65,109 квадратных километров.
| Наименование | Население (2011), человек |
| ------------ | ------------------------- |
| Декархон     | 734                       |
| Илиокендима  | 1405                      |
| Кремасти     | 382                       |
| Кирнос       | 852                       |
| Микрохорион  | 264                       |
| Орфанон      | 317                       |
| Эвлалон      | 922                       |

## Население
| Год  | Население, человек |
| ---- | ------------------ |
| 1991 | 823                |
| 2001 | 949                |
| 2011 | ↘ 922              |